# Ivan Borkovský
Ivan Borkovský (n. 8 septembrie 1897, Ciortoveț, Q11825602⁠(d), Regatul Galiției și Lodomeriei, Austro-Ungaria – d. 17 martie 1976, Praga, Cehoslovacia) a fost un arheolog cehoslovac născut în Ucraina. În tinerețe a luptat în armata austro-ungară împotriva rușilor în Primul Război Mondial. Mai târziu a servit în Războiul de Independență al Ucrainei și a luptat atât pentru Armata Albă, cât și pentru cea Roșie în Războiul Civil Rus. A fugit în Cehoslovacia în 1920 și s-a stabilit acolo după o perioadă petrecută în lagăre de prizonieri. A absolvit Universitatea Carolină, unde s-a specializat în arheologie, și a întreprins săpături la Cetatea din Praga, Palatul Černín⁠(d) și alte obiective arheologice.
Descoperirea scheletului de la Cetatea din Praga⁠(d) a provocat un conflict între Borkovský și forțele de ocupație germane în timpul celui de-al Doilea Război Mondial. Borkovský a fost impus să declare că scheletul este de origine germanică, ca după război să revină la concluziile sale inițiale că originea acestuia este slavă. A fost președinte al Societății de Arheologie a Academiei de Științe a Cehoslovaciei⁠(d).

## Tinerețe
Ivan Borkovský s-a născut la 8 septembrie 1897 la Chortovec, lângă Horodenka⁠(d), pe atunci oraș din Regatul Galiției și Lodomeriei, în partea de vest a Ucrainei de azi. Părinții săi erau nobili ucraineni săraci. A fost botezat Ivan Borkovskîi-Dunin. A urmat școala gramaticală la Stanislavov între 1909 și 1913 și apoi a studiat pedagogia.
Borkovský s-a înrolat în armata austro-ungară în 1915 și a luptat împotriva Rusiei în timpul Primului Război Mondial. Între 1918 și 1920 a luptat în Războiul de Independență al Ucrainei și a fost implicat și în Războiul Civil Rus, mai întâi de partea Armatei Albe și apoi de partea Armate Roșii adversare. A fost unul din numeroșii ucraineni care au fugit de război în Cehoslovacia în 1920. Primii ani aici i-a petrecut prin lagăre la Holešov⁠(d), Liberec și Josefov⁠(d). Întrucât educația sa anterioară nu era recunoscută de autoritățile cehoslovace, Borkovský s-a văzut nevoit să urmeze din nou școala gramaticală, la Josefov, unde a absolvit studiile în 1925.
Din 1922 Borkovský a participat la o prelegere despre epoca preistorică la Universitatea Carolină din Praga, iar între 1923 și 1926 a fost asistent științific voluntar la Institutul Arheologic de Stat. Mai târziu s-a alăturat unui curs de licență la universitate și a absolvit în 1929. La începutul carierei sale, s-a specializat în epoca de piatră târzie⁠(d).

## Scheletul de la Cetatea din Praga

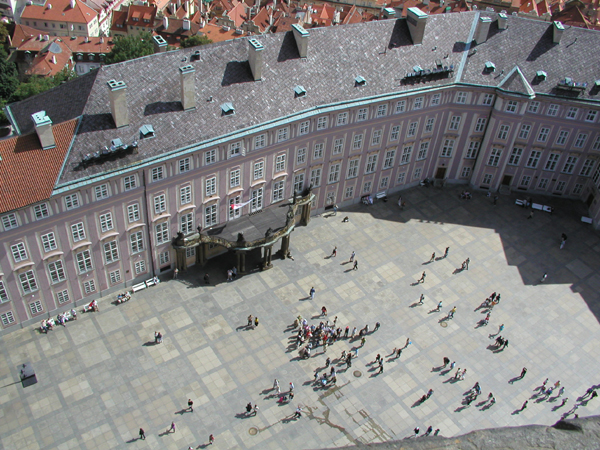
Una din curțile Cetății din Praga, cea în care a fost găsit scheletul

În 1926, Borkovský a fost numit asistent al lui Karel Guth⁠(d), șeful Departamentului de arheologie istorică al Muzeului Național, și a fost însărcinat cu săpături la Cetatea din Praga, ca parte a Comisiei de cercetare a Cetății din Praga. În 1928, Borkovský a excavat scheletul de la Cetatea din Praga⁠(d) dintr-un mormânt din secolul al IX-lea. Descoperirea nu a fost publicată imediat, întrucât de publicarea descoperirilor se ocupa Guth care adesea întârzia cu articolele sale.

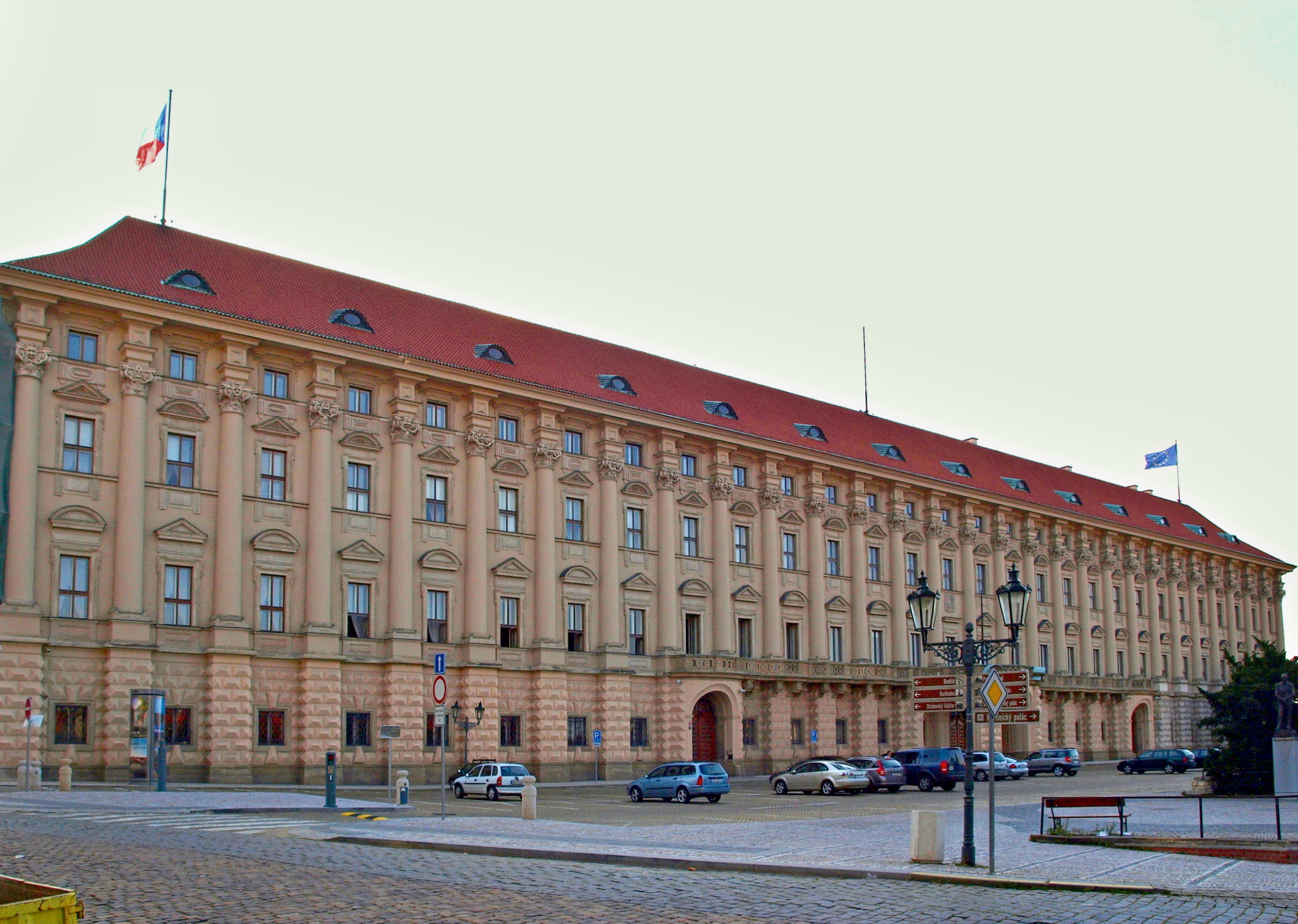
Palatul Černín și Piața Loreto

Borkovský a continuat să execute săpături arheologice pe un cimitir slav timpuriu din Piața Loreto, în fața Palatului Černín⁠(d) din Praga, în 1934-1935. De asemenea, a condus săpăturile unui cimitir medieval de pe strada Bartolomejska în 1936, în ajunul construirii în acest loc a unui nou sector de poliție. Între 1932 și 1936 a gestionat și catalogarea colecției de arheologie a Muzeului „Josef Antonín Jíra”. Aici a descoperit primele artefacte ceramice slave timpurii care au dovedit prezența slavilor în Boemia la începutul secolului al VI-lea d.Hr. Borkovský și-a publicat descoperirile în cartea Old Slavonic Ceramics in Central Europe („Ceramică slavă veche în Europa Centrală”), pe care a tipărit-o din fonduri proprii în 1940. În același an, Borkovský a fost transferat la Institutul Arheologic de Stat.
În acest răstimp, Borkovský juca un rol activ în comunitatea ucraineană exilată în Praga: din 1933 a predat la Universitatea Liberă Ucraineană⁠(d), iar mai târziu a devenit profesor titular și a ocupat funcția de rector din 1939 până în 1942.

### Conflictul cu autoritățile naziste și cele sovietice
Germania nazistă a ocupat Cehoslovacia înainte de cel de-al Doilea Război Mondial și s-a arătat dornică să promoveze teoria implicării timpurii a germanicilor și nordicilor în această regiune pentru a-și justifica ocupația. Descoperirile lui Borkovský despre așezarea timpurie a slavilor contraziceau linia nazistă, astfel încât acesta a fost forțat să-și retragă cartea din 1940, fiind amenințat că va fi trimis într-un lagăr de concentrare. Sub presiunea Germaniei, Borkovský a publicat un articol care identifica mormântul ca fiind de origine nordică. În 1945 Cehoslovacia a fost ocupată de forțele sovietice, iar din cauza lucrării sale pro-germane Borkovský a devenit deja incomod sovieticilor. NKVD, poliția secretă sovietică, l-a arestat în mai, în ciuda explicațiilor lui că lucrarea a fost publicată în urma constrângerii naziste. Borkovský a fost încărcat într-un transport pornit spre unul din gulagurile siberiene, dar a fost salvat în ultimul moment prin intervenția lui Jaroslav Böhm⁠(d), directorul Institutului Arheologic de Stat. În 1946, Borkovský a publicat o lucrare revizuită care a identificat din nou mormântul ca având origini slave, și anume ca fiind al unui nobil slav din dinastia Přemyslid.

## Cariera postbelică
Borkovský a devenit mai târziu director al noului departament de arheologie istorică la Institutul de arheologie, care s-a alăturat Academiei de Științe a Cehoslovaciei în 1952. El a contribuit la înțelegerea aspectului Cetății din Praga de-a lungul istoriei, în special la începutul Evului Mediu. În 1950-1951 a descoperit, pe teritoriul cetății, temeliile Bisericii Fecioarei Maria⁠(d) care, fiind datată din cea de-a doua jumătate a secolului al IX-lea, a fost identificată drept cea mai veche biserică din cetate. Borkovský a efectuat, de asemenea, cercetări la Mănăstirea Sf. Agnes⁠(d), Mănăstirea Sf. Anna și Capela Betleem demolată din orașul vechi, care au fost servit ca repere importante în înțelegerea dezvoltării medievale a Pragăi. A mai condus studiul fortificației Levý Hradec⁠(d) până în 1954 și a fost implicat în cercetarea mănăstirii Sf. Jiří.
Din 1954, Borkovský a fost angajat de Institutul de Arheologie pentru a continua studiile la Cetatea din Praga. În același an, a primit Premiul pentru știință al orașului Praga și a primit titlul de doctor în știință. A rămas în serviciul Institutului pentru tot restul vieții. Borkovský a fost președinte al Societății de Arheologie a Academiei de Științe a Cehoslovaciei⁠(d) din 1968 până în 1975 și este recunoscut drept fondatorul școlii de arheologie medievală din Cehia modernă. A murit la Praga la 17 martie 1976.